# Saturn Award de la meilleure édition DVD d'un ancien programme télévisé
Le Saturn Award de la meilleure édition DVD d'un ancien programme télévisé (Saturn Award for Best DVD Retro Television Release) est une récompense télévisuelle décernée chaque année depuis 2005 par l'Académie des films de science-fiction, fantastique et horreur (Academy of Science Fiction Fantasy & Horror Films) pour récompenser la meilleure édition en DVD d'un ancien programme télévisé de science-fiction, fantastique ou d'horreur. Depuis la 37e cérémonie de 2011, cette récompense a fusionné avec le Saturn Award de la meilleure édition DVD d'un programme télévisé (Saturn Award for Best DVD Television Release).

## Palmarès
Note : L'année indiquée est celle de la cérémonie, récompensant les DVD sortis l'année précédente. Les lauréats sont indiqués en tête de chaque catégorie et en caractères gras. Les titres originaux sont précisés entre parenthèses, sauf s'ils correspondent au titre en français.

### Années 2000
- 2005 : Star Trek
  - Jonny Quest
  - Land of the Lost
  - Perdus dans l'espace (Lost in Space)
  - Mon martien favori (My Favorite Martian)
  - Night Gallery
- 2006 : Ralph Super-héros (The Greatest American Hero)
  - Troisième planète après le Soleil (3rd Rock from the Sun)
  - Les Aventures de Superman (Adventures of Superman)
  - Alfred Hitchcock présente (Alfred Hitchcock Presents)
  - Dossiers brûlants (Kolchak: The Night Stalker)
  - Clair de lune (Moonlighting)
- 2007 : Les Aventures de Superman (Adventures of Superman)
  - Histoires fantastiques (Amazing Stories)
  - Saturday Night Live
  - Star Trek : La série animée (Star Trek: The Animated Series)
  - Voyage au fond des mers (Voyage to the Bottom of the Sea)
  - Les Mystères de l'Ouest (The Wild Wild West)
- 2008 : Twin Peaks
  - Au pays des géants (Land of the Giants)
  - Mission impossible (Mission: Impossible)
  - Les Mystères de l'Ouest (The Wild Wild West)
  - Great Performances
  - Les Aventures du jeune Indiana Jones (The Young Indiana Jones Chronicles)
- 2009 : Les Envahisseurs (The Invaders)
  - Columbo
  - Demain à la une (Early Edition)
  - L'Incroyable Hulk (The Incredible Hulk)
  - Mission impossible (Mission: Impossible)
  - Les Allumés (Spaced)